# 鵠沼高等学校
鵠沼高等学校（くげぬまこうとうがっこう）は、神奈川県藤沢市に所在する男女共学の私立高等学校。
　

## 概要
設置者は学校法人藤嶺学園であり、藤嶺学園藤沢中学校・高等学校や藤沢翔陵高等学校とは兄弟校。
上原とめにより創立された家政女塾であったが、空襲などの被害を受けながら所在地を移し、1956年に現在の鵠沼に移転。2004年に男女共学になった。

## 設置学科
全日制課程の普通科が置かれており、3通りのコースが設置されている。
- 英語コース
- 理数コース
- 文理コース（2年次には各自の進路に合わせ、文系・理系のコースに分かれる）

## 沿革
- 1925年 - 上原とめにより平塚市に家政女塾として創立。
- 1926年 - 知事の許可を受け平塚家政学院となる。
- 1927年 - 文部大臣の認可を受け、平塚高等家政女学院と改称。
- 1944年 - 辻堂に移転し、相模女子商業学校と改称。
- 1945年 - 空襲により校舎・備品一切を焼失。同年9月、藤嶺学園に移管され、遊行寺の境内に移転。
- 1948年 - 学制改革により藤嶺学園女子中高等学校と改称。
- 1956年 - 現在の鵠沼に移転。
- 1961年 - 鵠沼女子高等学校と改称。
- 1995年 - 創立70周年記念式典を挙行。
- 2004年 - 鵠沼高等学校と改称し、男女共学とする。

## 部活動
非常に部活動に力を入れている学校であり、中でもバドミントン部は関東大会やインターハイの常連校。マーチングバンド部は多くの行事などへの参加や海外遠征も行っている。なお、女子バスケットボール部は、2018、2019年と連続で全国高校総体に出場している。

## 交通
- JR東海道線・小田急江ノ島線藤沢駅 徒歩15分
- 江ノ島電鉄線柳小路駅 下車1分